# Jacquemart de Hesdin

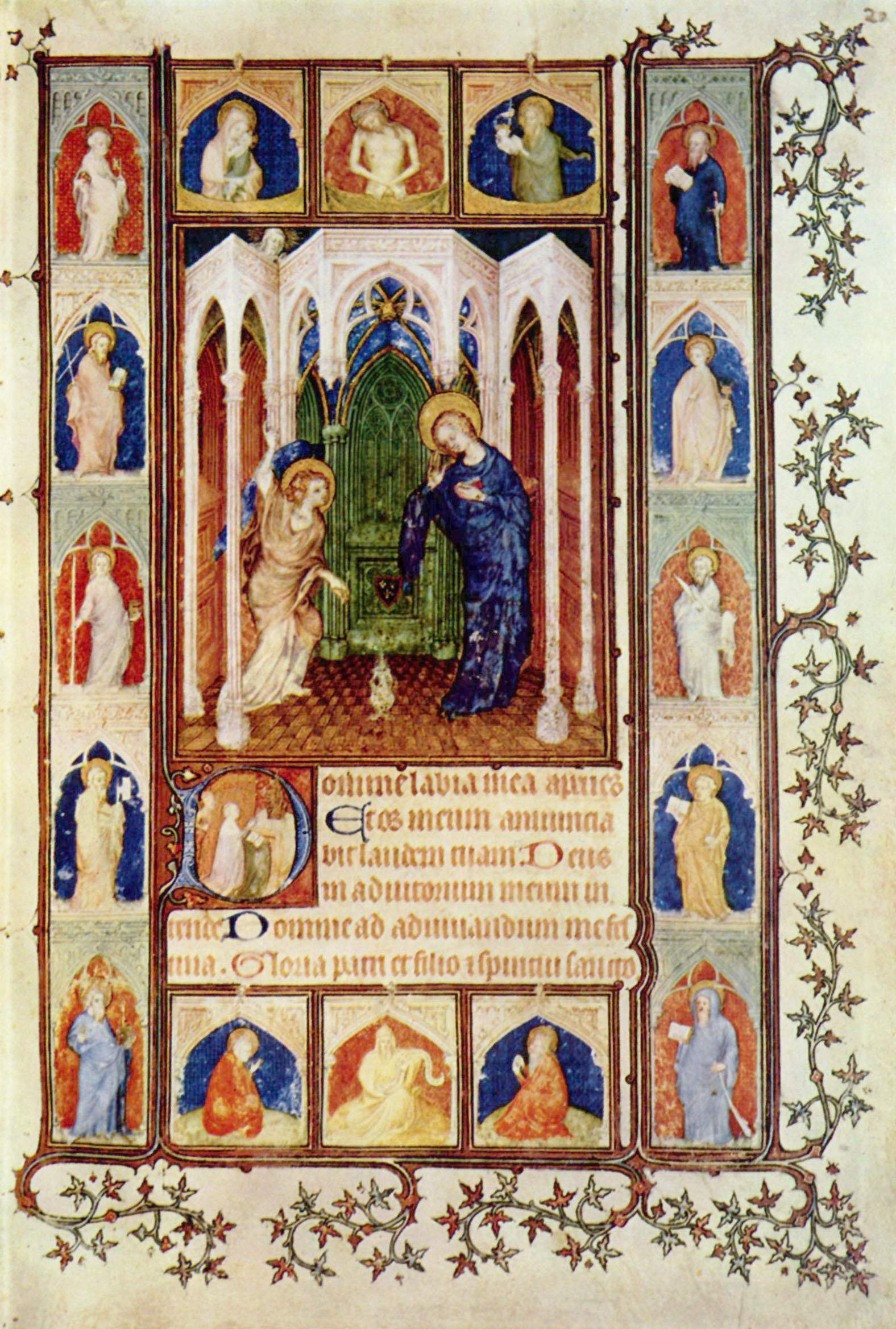
Annunciatie, Jacquemart de Hesdin, Petites Heures

Jacquemart de Hesdin (ook andere spellingen van de naam komen voor) was een van oorsprong Zuid-Nederlands miniaturist wiens werkzaamheden op grond van archiefmateriaal slechts tussen 1384 en 1410 te volgen zijn. De Hesdin, genoemd naar zijn vermoedelijke geboorteplaats Hesdin in het voormalige graafschap Artesië, werkte te Bourges in dienst van Jean de France, duc de Berry.

## Biografie
Jacquemart werd waarschijnlijk geboren in Hesdin, zijn naam verwijst er alleszins naar, een stadje in het vroegere graafschap Artesië (Artois in het Frans), dat in de tijd van Hesdin in het bezit was van de hertogen van Bourgondië, die er een kasteel met lusttuin hadden.
We kennen zeer weinig historische gegevens over Jacquemart, het enige waar nagenoeg alle historici het over eens zijn is dat hij gedurende gans zijn bekende loopbaan (1384-1409) voor Jean de France duc de Berry werkte.

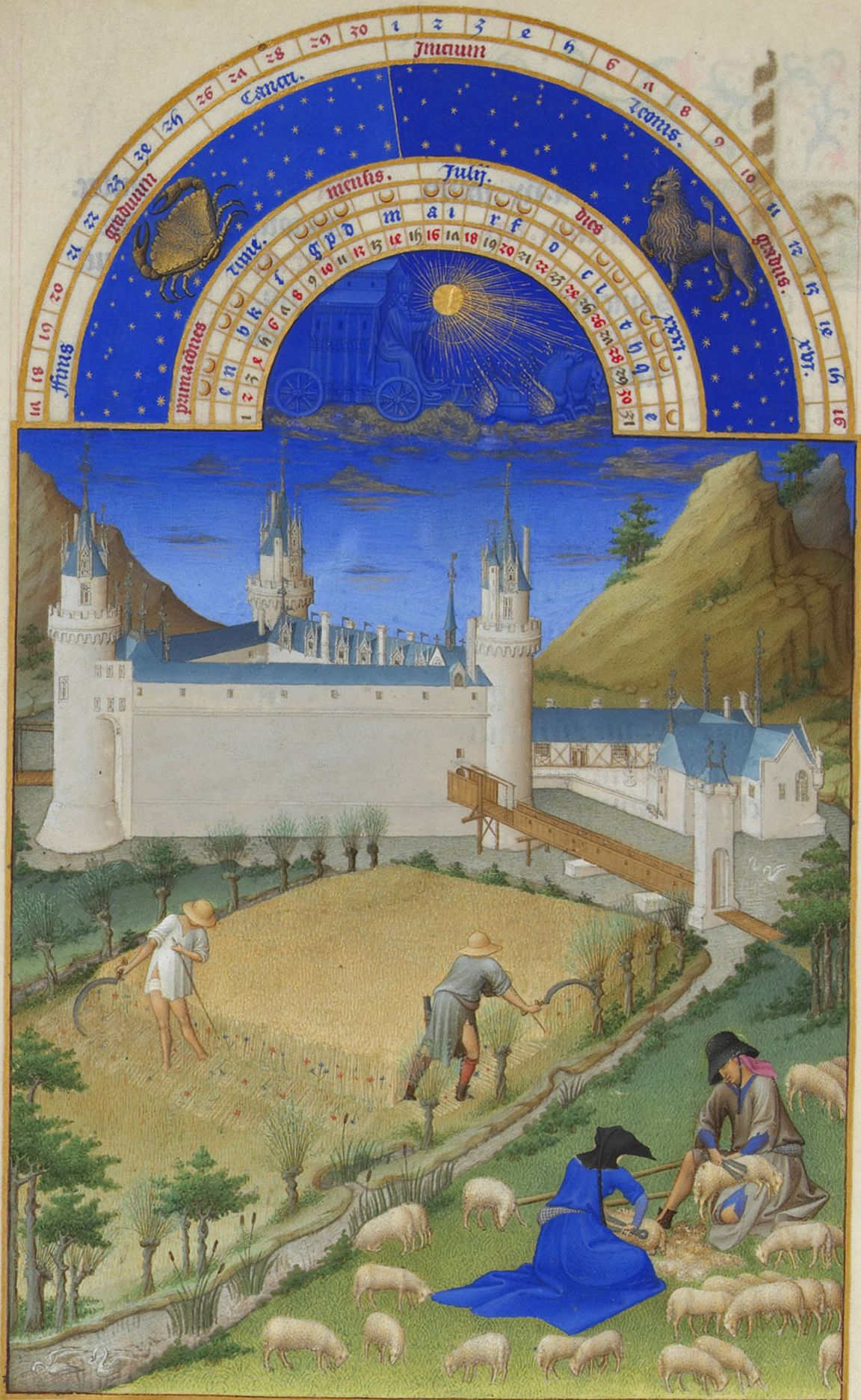
Les Très Riches Heures du duc de Berry, Gebroeders Van Limburg, Kalenderplaat juli met het kasteel bij Poitiers

In 1384 ontvangt hij een eerste betaling van Jan van Berry, zoals blijkt uit een rekening van de hertog. We leren hier ook uit dat hij in Bourges verbleef en dat de betaling kosten vergoedde die Jacquemart gemaakt had vóór hij een vast salaris ontving, wat impliceert dat hij dat daarna wel ontving.
In 1398 is Jacquemart betrokken bij een ernstig incident in Poitiers. Hij wordt door een andere schilder in dienst van Jean de Berry, Jean de Hollande, beticht van diefstal van kleurstoffen en modellen: …brisié et rompu son coffre estant ou chastel de la ville de Poitiers, et pris et emporté certaines couleurs et patrons estant en icelui.
Jean de Hollande en Jacquemart waren op dat ogenblik aan het werk in het kasteel van de hertog, dat van vesting werd omgebouwd tot lustslot Het kasteel is trouwens afgebeeld in de Très riches Heures op de kalenderpagina van juli.
Naar aanleiding van de ruzie die volgde op deze diefstal die zou gepleegd zijn door de bediende van Jacquemart, een zekere Godefroy, werd de schoonbroer van Jean de Hollande, Perrot Garnier, neergestoken door Godefroy.

## Werken

### Petites heures
Het getijdenboek Les petites heures was het eerste werk waarvoor Jean de Berry zelf de opdracht gaf omstreeks 1375, het is tevens het eerste werk waaraan Jacquemart de Hesdin meewerkte. Het bevindt zich vandaag in de Bibliothèque nationale de France onder het nummer Ms.lat.18014. De verluchting van dit handschrift werd omstreeks 1380 aangevat door Jean le Noir die in 1385 overleed. Het werd dan hervat in 1385 onder de leiding van Jacquemart de Hesdin met drie assistenten die er tot omstreeks 1390 aan werkten, waarbij de artiest die men de Pseudo-Jacquemart noemt, omdat zijn werk eerst aan Jacquemart de Hesdin werd toegeschreven en pas later werd erkend als verschillend van Jacquemart vanwege de gelijkenis tussen zijn werk en dat van Jacquemart de Hesdin. Het boek had 290 folia, 213 miniaturen en 24 kalender vignetten, goed voor 119 verluchte pagina's. Daarvan worden er door de Bibliothèque nationale de France 12 toegeschreven aan Jean le Noir, 11 aan Jacquemart de Hesdin, 21 aan een artiest met de noodnaam "Meester van de Drievuldigheid", 70 aan de "Pseudo-Jacquemart en vier aan een andere onbekende kunstenaar. Jean de Berry liet een laatste wijziging aan het werk uitvoeren tussen 1412 en 1414. Hij liet twee gebeden achteraan in het boek weghalen en vervangen door een gebed voor als men op reis ging, met een bijhorende miniatuur (fol. 288 v) door de Gebroeders Van Limburg, die de hertog voorstelt die op een pelgrimage vertrekt.

### Psalter van Jean de Berry
Jaquemart zou ook enkele miniaturen hebben gemaakt voor het psalter van Jean de Berry. Dit is zowat het enige werk dat wordt toegeschreven aan André Beauneveu, het wordt als dusdanig ook beschreven in een inventaris van de hertog. De BnF wijst twee van de miniaturen uit dit handschrift, onder meer de nar of de gek, toe aan Jacquemart de Hesdin en zes andere aan de Pseudo-Jacquemart. De twaalf diptieken aan het begin van het boek stellen telkens een apostel en een profeet voor, dit zijn de miniaturen die volgens de BnF toe te schrijven zijn aan Beauneveu. De andere miniaturen die het begin van bepaalde psalmen illustreren zouden niet van Beauneveu zijn. Alle miniaturen zijn uitgevoerd in grisaille. Het boek werd gemaakt omstreeks 1386 en is terug te vinden in de inventaris van 1402: “Un Psautier escript en latin et françois, très richement enluminé, ou il a plusieurs ystoires au commencement de la main de maistre André Beaunepveux”, maar sommige kunsthistorici stellen in vraag of het wel degelijk over hetzelfde boek gaat. Het is gecatalogeerd bij de Bnf als Français 13091.

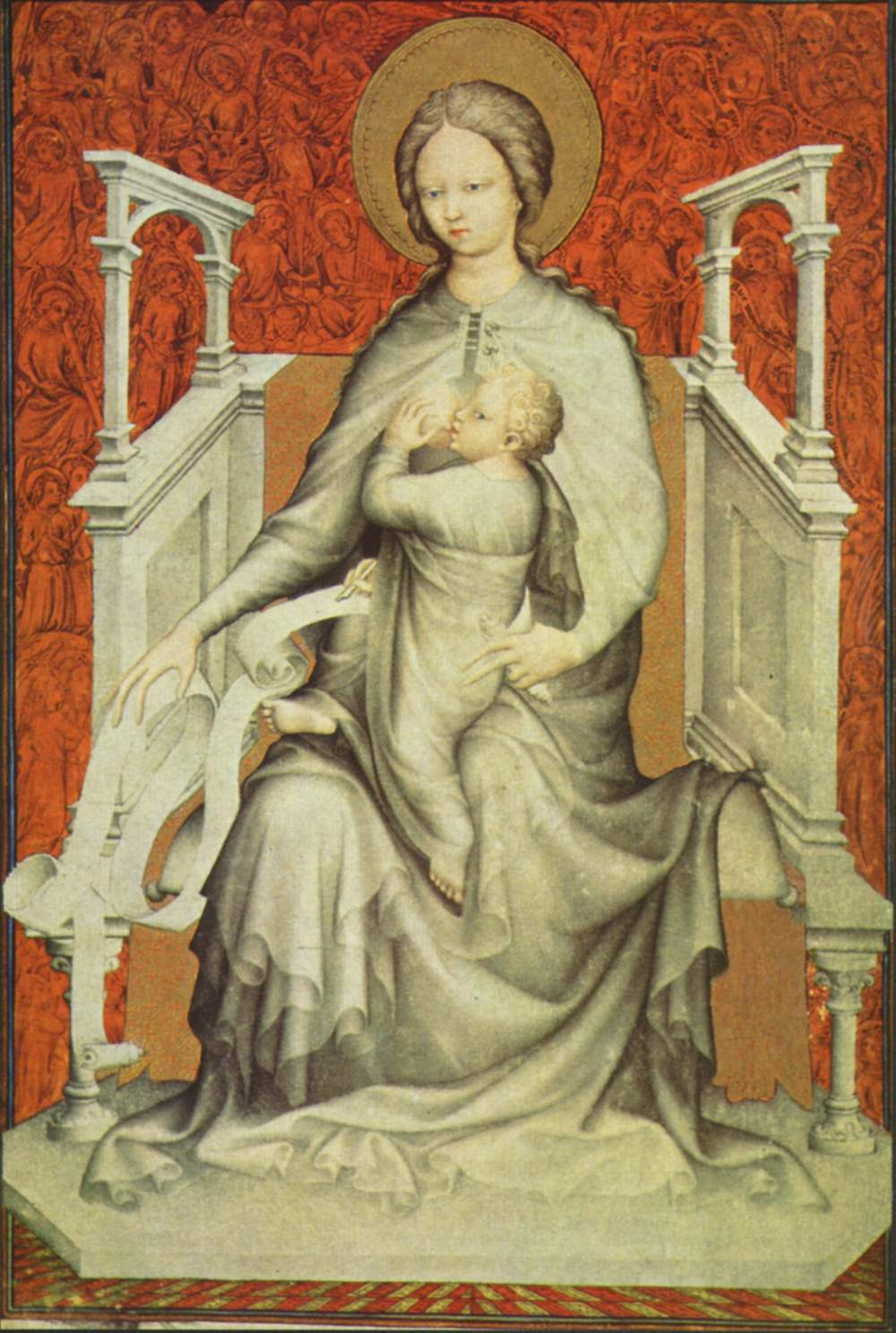
Madonna met kind, Jacquemart de Hesdin(?), Très belles heures - Brussel

### Très belles heures
Een derde manuscript waarbij Jacquemart betrokken is werd vernoemd in de inventaris van de hertog va 1402 als : “unes très belles heures, très richement enluminées et ystoriées de la main Jaquemart de Odin”. Het is bekend onder de naam van Les Très Belles Heures of ook als Heures de Bruxelles, KBR Ms.11060-61. De eerste twee van de twintig volbladminiaturen zijn in demigrisaille uitgevoerd. Ze werden door Léopold Delisle, toegeschreven aan Beauneveu, ook een kunstenaar (beeldhouwer en miniaturist) in dienst van de hertog. Conway schrijft precies deze twee miniaturen toe aan Jacquemart omwille van de superieure kwaliteit ten opzichte van het andere bekende werk van Beauneveu. Tot op vandaag zijn de kunsthistorici het er niet over eens geraakt wie de auteur is.

### Grandes Heures

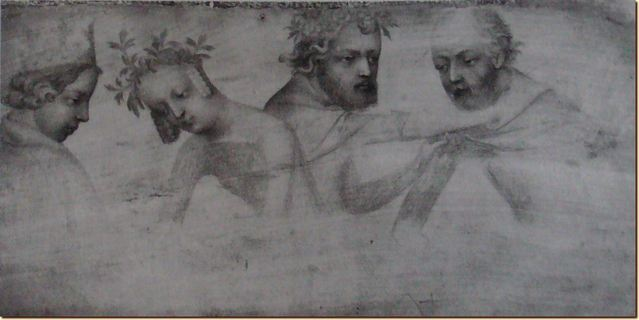
Karel VI en Isabella van Beieren(?) Schetsboek, folio 2r

Verder zou Jacquemart ook de leiding gehad hebben bij de productie van Les grandes Heures, BnF Ms.lat.919, begonnen omstreeks 1407 en opgeleverd in 1409 Oorspronkelijk moet het boek ook volbladminiaturen hebben bevat. Het waren waarschijnlijk deze volbladminiaturen die, voor een deel althans, gemaakt werden door Jacquemart. De kleinere miniaturen die nu nog in het handschrift bewaard zijn worden toegeschreven aan de Pseudo-Jacquemart, de Mazarine-meester, de Bedford-meester en een andere, tot op heden onbekende kunstenaar. In de inventaris van 1413 vinden we hierover: “Item, une très grans moult belles et riches heures très notablement enluminées et historiées de grans histoires de la main de Jacquemart de Hodin et autres ouvriers de monseigneur. … et au commencement du second feuillet des heures de Nostre Dame a escript flaminé..”. In het huidige handschrift is op folio 9 recto inderdaad als eerste woord ‘flamine’ te vinden, de inventaris spreekt dus zonder enige twijfel over dit handschrift. De volbladminiaturen zijn in de loop der tijden uit het handschrift verdwenen.

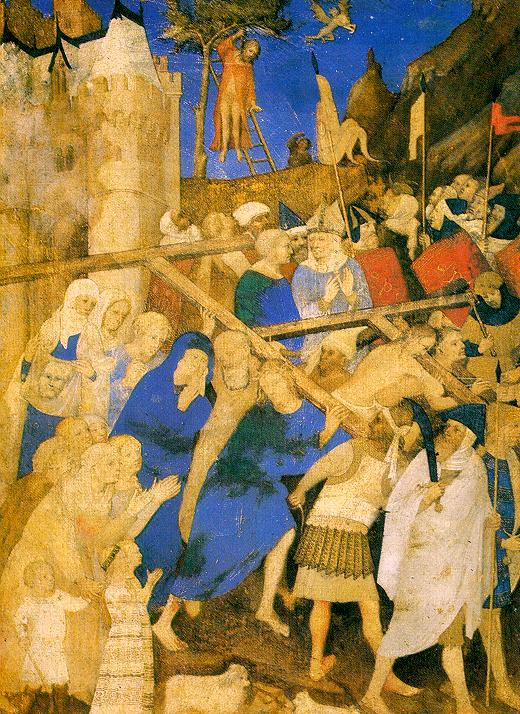
Kruisdraging, Jacquemart de Hesdin, voor 1409 (Louvre)

Een van deze miniaturen heeft waarschijnlijk de ‘tand des tijds’ overleefd en is nu terug te vinden in het Louvre als De kruisdraging. Het is een schildering op perkament overgezet op doek. Het doek meet 379 x 283 mm, het boek meet in zijn huidige toestand 400 x 300 mm. Vroeger werd dit werk toegeschreven aan de school van Avignon, maar in de huidige stand van zaken zijn de meeste kunsthistorici het er over eens dat dit een van de ontbrekende miniaturen uit de Très grandes Heures is. De betrokken miniatuur toont duidelijk aan dat Jacquemart bekend was met de kunst uit Siena, deze miniatuur is gebaseerd op een model van Simone Martini (ca.1284-1349) die trouwens in Avignon werkzaam geweest is.

### Schetsboek
Een bijzonder werk, dat (gedeeltelijk) wordt toegeschreven aan Jacquemart de Hesdin, is een schetsboek dat zich nu bevindt in de Pierpont Morgan Library, MS M.346. Het schriftje bestaat uit zeven folia uit buxusplankjes gewassen met witte gesso. Ze zijn samengebonden met reepjes perkament. De tekeningen zijn uitgevoerd met een zilverstift. Het schriftje is vooral bekend door de Madonna met kind op folio 1 verso. Toen John Pierpont Morgan het boek verwierf in 1906 bevatte het slechts zes folia, de zevende werd pas vijf jaar later aangekocht en heeft maar de halve breedte van de andere.

## Stijl
De loopbaan van Jacquemart voltrok zich in een overgangsperiode. Er trad een divergentie op tussen de miniatuurkunst in Frankrijk, waar de gotische stijl werd voortgezet en evolueerde tot wat men de internationale gotiek is gaan noemen, en Vlaanderen waar men evolueerde naar een meer realistische stijl die Smeyers het Pre-Eyckiaanse realisme noemt. Jacquemart combineerde dit vroege realisme met zijn kennis van de Sienese kunst uit het trecento en met de vernieuwende Vlaamse techniek in de voorstelling van het landschap. Hierbij werd het achterliggende landschap als het ware losgekoppeld van het hoofdthema van de miniatuur en als een apart thema behandeld. Hij zette hiermee de toon die zou worden gevolgd en geperfectioneerd door onder meer Jacob Coene alias de Meester van Boucicaut en de gebroeders Van Limburg

## Externe referenties
- “Les petites heures du duc de Berry” online bekijken (Latin 18014)[17]
- “Les grandes heures du duc de Berry” online bekijken (Latin 919)
- Nadia Vuilleumier, Le carnet de modèle, une approche de la création médiévale: le carnet de Jacquemart de Hesdin
- MS M.0346 Online bekijken op Cosair van de Morgan Library